# استتن آیلند

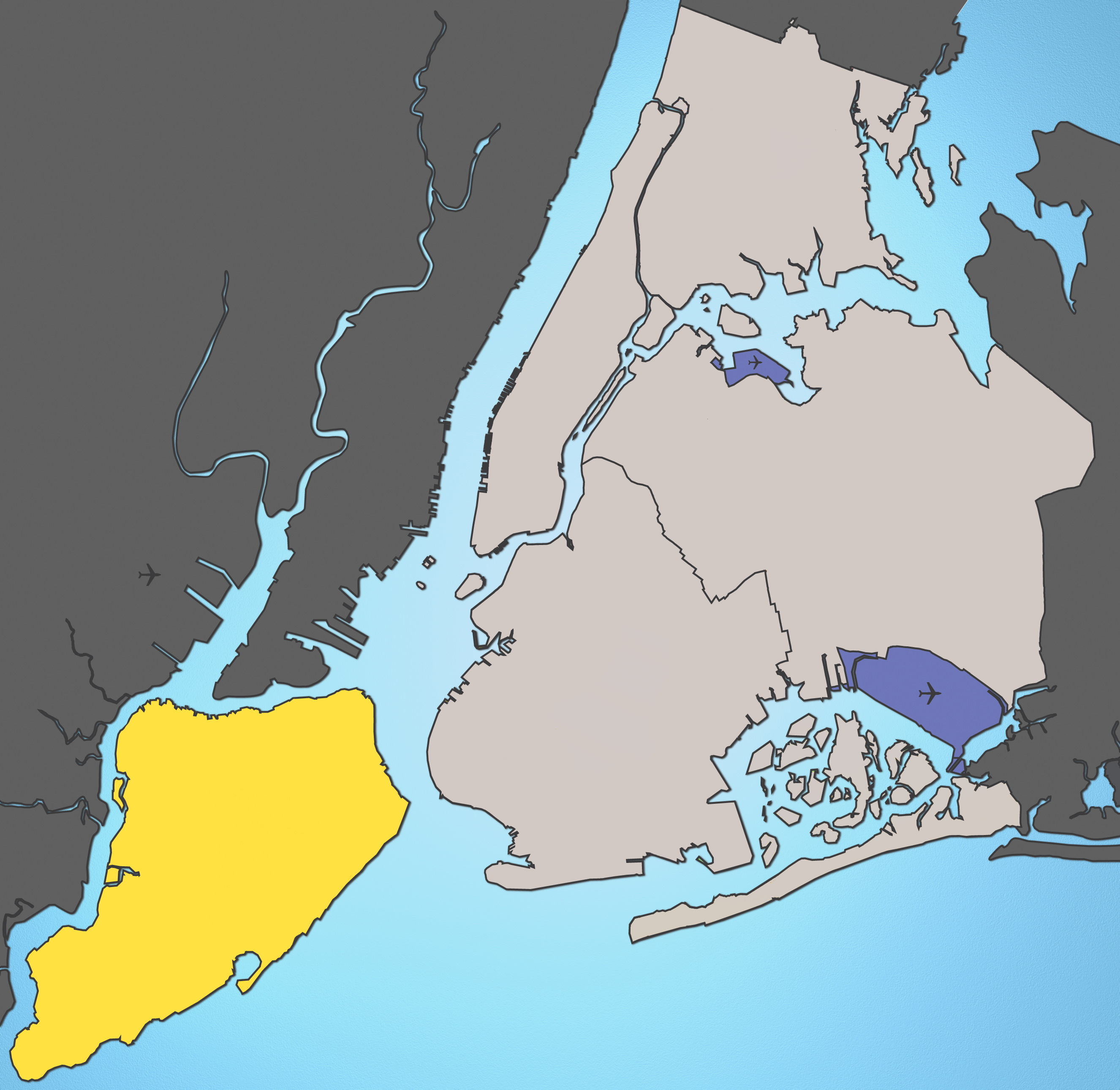
منطقه استاتن آیلند در این نقشه با رنگ زرد مشخص شده‌است.

استَتِن آیلند (به انگلیسی: Staten Island، تلفظ: ˈstætən ˈaɪlənd) جزیره‌ای است که در جنوبی‌ترین ناحیه شهر نیویورک و در بخش ریچموند قرار دارد. در سال ۲۰۰۵ میلادی، اداره آمار ایالات متحده آمریکا جمعیت منطقه استیتن آیلند را ۴۴۳٬۷۲۸ نفر برآورد کرد. منطقه استتن آیلند بخاطر فاصله تقریباً زیادی که از دیگر محلات کلان‌شهر نیویورک دارد و بخاطر دارا بودن کمترین میزان جمعیت میان پنج محله شهر نیویورک، به «محله فراموش شده» در میان اهالی نیویورک شهرت دارد.

## جغرافیا
جنوبی‌ترین بخش از پنج بخش، نیویورک است. این منطقه در شهرستان ریچموند واقع شده و در جنوبی‌ترین نقطه ایالت نیویورک قرار دارد. استتن آیلند توسط آبراه‌های آرتور کیل  و کیل فن کول از ایالت مجاور، نیوجرسی جدا شده و از بقیه نقاط ایالت نیویورک نیز توسط خلیج نیویورک منفک می‌شود.

## پیشینه

### شهرستان ریچموند
در پایان جنگ دوم انگلیس و هلند در سال ۱۶۶۷، هلندی‌ها طی «پیمان بِرِدا» مستعمره «نیو ندرلند» را به انگلستان واگذار کردند و «استاتن ایلاندت» (به هلندی: Staaten Eylandt)، که بعدها «استتن آیلند» (به انگلیسی: Staten Island) تلفظ شد، بخشی از مستعمره جدید انگلیسی با نام «نیویورک» گردید.
در سال ۱۶۷۰، بومیان آمریکا تمامی ادعاهای خود نسبت به استتن آیلند را از طریق سندی به «فرانسیس لاولِیس»، فرماندار انگلیسی، واگذار کردند.
در سال ۱۶۷۱، برای تشویق به گسترش سکونت‌گاه‌های هلندی، انگلیسی‌ها منطقه (به هلندی: Oude Dorp)(که بعدها به نام Old Town یا «شهر قدیم» شناخته شد) را دوباره نقشه‌برداری کردند و زمین‌هایی را در امتداد ساحل جنوبی گسترش دادند.
این زمین‌ها عمدتاً توسط خانواده‌های هلندی سکونت داده شد و به نام (به هلندی: Nieuwe Dorp، به معنای «روستا جدید») شناخته شد که بعدها با تغییر نام (به انگلیسی: New Dorp، به معنای: «شهر نوین») در‌آمد.
در سال ۱۶۸۳، مستعمره نیویورک به ده شهرستان تقسیم شد. در این تقسیم‌بندی، استتن آیلند همراه با چند جزیره کوچک اطراف، به‌عنوان شهرستان ریچموند  تعیین گردید.
نام این شهرستان از عنوان چارلز لنوکس، نخستین دوک ریچموند گرفته شده است که وی پسر نامشروع چارلز دوم پادشاه انگلستان بوده است.
در سال ۱۷۲۹، مرکز اداری شهرستان به «ریچموند‌ تاون» که در سرچشمه‌های آبراه «فرش کیلز» و در نزدیکی مرکز جزیره واقع شده بود، منتقل شد.
تا سال ۱۷۷۱، جمعیت جزیره به ۲,۸۴۷ نفر رسیده بود.

## نگارخانه

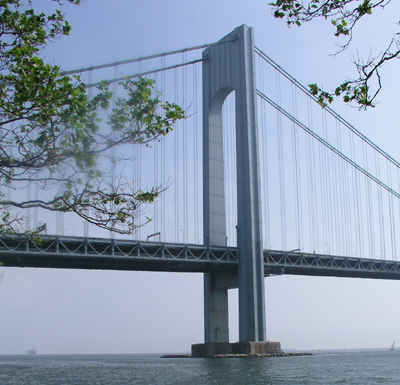
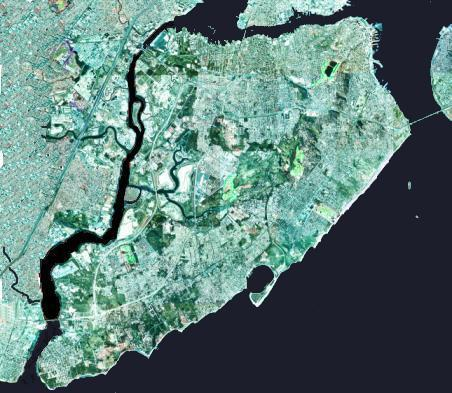